# Фалько, Эннио
Э́ннио Фа́лько (итал. Ennio Falco; 3 января 1968 года, Капуя) — итальянский стрелок, олимпийский чемпион в дисциплине скит, многократный призёр чемпионатов мира и Европы.

## Карьера
Заниматься стрельбой начал в двенадцатилетнем возрасте, используя отцовское ружьё. На юниорском уровне дважды становился вице-чемпионом Европы в конце 1980-х.
В 1994 году впервые завоевал медаль чемпионата мира, став бронзовым призёром на домашнем первенстве в Милане.
В 1996 году в возрасте 28 лет Фалько дебютировал на Олимпийских играх. При этом за несколько месяцев до начала Игр из машины украли его ружьё и итальянец вынужден был выступать с новым оружием. Однако это не помешало ему показать высокий результат. Из 150 выстрелов он промахнулся лишь однажды и стал олимпийским чемпионом.
Перед Олимпиадой в Сиднее султан Брунея предлагал Фалько крупную сумму денег за смену спортивного гражданства на брунейское, но итальянец отказался и ещё на четырёх Олимпийских играх выступал под флагом Италии, однако не пробивался в финальный раунд.
За свою карьеру завоевал восемь индивидуальных медалей чемпионатов мира, а в командных турнирах трижды становился чемпионом мира (в 1994, 1999 и 2006 годах). Не чемпионатах Европы завоевал семь медалей, из которых пять — высшей пробы.

## Выступления на Олимпийских играх
| Игры         | Дисциплина | Место |
| ------------ | ---------- | ----- |
| 1996 Атланта | Скит       | 1     |
| 2000 Сидней  | Скит       | 14    |
| 2004 Афины   | Скит       | 21    |
| 2008 Пекин   | Скит       | 14    |
| 2012 Лондон  | Скит       | 14    |